# Chambardia petersi
Chambardia petersi е вид мида от семейство Iridinidae. Видът не е застрашен от изчезване.

## Разпространение и местообитание
Разпространен е в Ботсвана, Зимбабве, Мозамбик и Южна Африка.
Обитава пясъчните дъна на сладководни басейни и реки.